# Attack of the 50 Foot Woman
Attack of the 50 Foot Woman és una pel·lícula de terror de ciència-ficció estatunidenca de 1958 feta de manera independent dirigida per Nathan H. Juran (acreditat com Nathan Hertz) i protagonitzada per Allison Hayes, William Hudson i Yvette Vickers. Va ser produïda per Bernard Woolner. El guió va ser escrit per Mark Hanna, i la partitura musical original va ser composta per Ronald Stein. La pel·lícula va ser distribuïda als Estats Units per Allied Artists com a sessió doble amb War of the Satellites .
La versió televisiva d'Allied Artists dura 75 minuts en lloc de 66, incloent un llarg rastreig imprès al principi i al final, seqüències repetides i fotogrames de retenció dissenyats per allargar òpticament el temps d'execució de la pel·lícula.
Attack of the 50 Foot Woman és una variació d'altres pel·lícules de ciència-ficció dels anys 50 que presentaven humans que canvien de mida: The Amazing Colossal Man (1957), la seva seqüela War of the Colossal Beast (1958) i The Incredible Shrinking Man (1957); en aquest cas, una dona és la protagonista. La popularitat i l'estatus de culte de la pel·lícula van generar nombroses paròdies i homenatges als mitjans populars.

## Argument
Una famosa maltractada creix fins a assolir una mida gegant a causa d'una trobada amb un extraterrestre, perseguint el seu marit infidel per venjar-se.

## Repartiment
- Allison Hayes com Nancy Fowler Archer
- William Hudson com Harry Archer
- Yvette Vickers com Honey Parker
- George Douglas com xèrif Dubbitt
- Ken Terrell com Jess Stout
- Otto Waldis com Dr. Heinrich Von Loeb

## Remakes i seqüeles
Amb el seu baix pressupost d'uns 88.000 dòlars, Attack of the 50 Foot Woman va guanyar prou diners per provocar la discussió d'una seqüela. Segons el productor executiu i director de fotografia Jacques Marquette, la seqüela s'havia de produir amb un pressupost més elevat i en color. Es va escriure un guió, però el projecte mai va avançar més enllà de la fase de discussió.
A principis de 1979, Dimension Pictures va anunciar que el productor Steve Krantz estava desenvolupant un remake de 5 milions de dòlars amb el director Paul Morrissey. Mai va arribar a bon port.
A mitjans de la dècada de 1980, el cineasta Jim Wynorski es va plantejar fer un remake amb Sybil Danning en el paper principal. Wynorski va arribar a fer una sessió de fotos amb Danning vestida com la dona de 50 peus. El projecte mai es va materialitzar perquè Wynorski va optar per filmar Not of This Earth (1988), un remake de la pel·lícula homònima de Roger Corman de 1957.
La pel·lícula va ser refeta l'any 1993 per HBO sota el mateix títol Attack of the 50 Ft. Dona. Va ser dirigit per Christopher Guest, amb un guió de l'escriptor de Thirtysomething Joseph Dougherty. Daryl Hannah va produir la pel·lícula i va protagonitzar el paper principal.
El 1995, Fred Olen Ray va produir una paròdia titulada Attack of the 60 Foot Centerfold, protagonitzada per J.J. North i Tammy Parks. Més enllà de la premissa bàsica, la trama té poc en comú amb la pel·lícula original, tractant-se dels efectes secundaris d'una fórmula per millorar la bellesa en dues models femenines ambicioses. La pel·lícula va ser una farsa i feta amb un pressupost extremadament baix. La il·lusió de la diferència de mida es va aconseguir mitjançant la Perspectiva forçada amb una quantitat limitada d'imatges compostes.
La pel·lícula d'animació Monstres contra alienígenes (2009) també inclou una dona gegant ("Ginormica"). S'identifica específicament com a exactament 49' 11", en un intent subtilment humorístic d'evitar la infracció dels drets d'autor.
A finals de 2011, Roger Corman va produir una pel·lícula en 3D titulada Attack of the 50 Foot Cheerleader, estrenada el 25 d'agost de 2012. Va ser escrit per Mike MacLean (que també va escriure Sharktopus per a Corman) i va ser dirigida per Kevin O'Neill. La pel·lícula és protagonitzada per Jena Sims en el paper principal com Cassie Stratford i Olivia Alexander, que interpreta conjuntament la rival de Sims, Brittany Andrews.
A principis de febrer de 2024, Variety va informar que Tim Burton i l'escriptora de Gone Girl Gillian Flynn estan desenvolupant un remake d' Attack of the 50 Foot Woman per a Warner Bros.